# Anke Huber
Anke Huber, född 4 december 1974 i Bruchsal, Tyskland (dåvarande Västtyskland) är en tysk högerhänt före detta professionell tennisspelare.

## Tenniskarriären
Anke Huber blev professionell spelare 1989 och vann sammanlagt 12 WTA-titlar som singelspelare samt en tourtitel i dubbel. Säsongen 1996 nådde hon som högst på världsrankningen med en fjärdeplats. Bland singelmeriterna märks en finalplats i Grand Slam-turneringen Australiska öppna 1996 som hon förlorade mot Monica Seles. Hon nådde också semifinal i Franska öppna 1993. Hon nådde finalen i säsongsavslutande WTA Tour Championships 1995 som hon förlorade mot Steffi Graf med 1-6, 6-2, 1-6, 6-4, 3-6. 
Huber vann sina singeltitlar perioden 1990-2000, på alla spelunderlag. I finalerna besegrade hon bland andra Martina Navratilova (Filderstadt 1991, 2-6, 6-2, 7-6), Mary Pierce (Styria och Filderstadt), Helena Suková (Rosmalen 1996, 6-4, 7-6) och Iva Majoli (Leipzig, 1996, 5-7, 6-3, 6-1). 
Huber deltog i det tyska Fed Cup-laget 1990-98 och 2000-01. Hon spelade totalt 45 matcher för laget och vann 29 av dem. Hon deltog i olympiska sommarspelen 1992 och 1996.
Huber avslutade sin karriär 2001. 

## Grand Slam-finaler, singel (1)

### Finalförluster (1)
| År   | Mästerskap        | Finalmotståndare | Setsiffror |
| 1996 | Australiska öppna | Monica Seles     | 6-4, 6-1   |

## WTA-titlar
- Singel
  - 2000 - Estoril, Sopot
  - 1996 - Rosmalen, Leipzig, Luxembourg
  - 1995 - Leipzig
  - 1994 - Styria, Filderstadt, Philadelphia
  - 1993 - Kitzbuhel
  - 1991 - Filderstadt
  - 1990 - Schenectady
- Dubbel
  - 1997 - Hamburg (med Mary Pierce)